# 三重県立飯野高等学校
三重県立飯野高等学校（みえけんりついいのこうとうがっこう）は、三重県鈴鹿市にある県立の高等学校。

## 設置学科
全日制課程
- 英語コミュニケーション科
- 応用デザイン科

定時制課程
- 普通科

## 沿革
- 1974年 - 定時制課程（昼間二部制）の高校として開校。
- 1987年 - 全日制課程を併設し、応用デザイン科と英語科を設置。
- 1998年 - 定時制課程を廃止。
- 1999年 - 英語科を英語コミュニケーション科へ変更。
- 2011年4月 - 夕夜間定時制課程（亀山高、神戸高の各定時制を募集停止して新設。二部制）を設置。

## 交通アクセス
- 近鉄名古屋線 白子駅西口より01系統平田町駅03系統鈴鹿サーキット行きで「野田」停留所下車、徒歩で約10分。
- 近鉄鈴鹿線 平田町駅より、徒歩で約20分。

## 著名な卒業生
- 杉田陽平（画家、現代美術家）